# Adatbiztonság
Az adatbiztonság az összegyűjtött adatvagyon sérthetetlenségét, integritását, használhatóságát és bizalmasságát lehetővé tevő technológiák és szervezési módszerek összessége. Az adatbiztonság (data security) az informatikai biztonság (information security) részhalmaza, csupán az adatok műszaki, szervezési, technikai védelmét a középpontjába állító megközelítése. Valójában nem biztonsági, hanem védelmi kategória, nem egy elérendő cél (mint az információbiztonság és az informatikai biztonság), hanem az adatalany védelmének egy eszköze. A fogalom nem azonos az adatvédelem kifejezéssel, amely a személyes adatok kezelésével, védelmével kapcsolatos jogi szabályozás összessége.

## A berendezések védelme
Az elektronikus adatfeldolgozó berendezéseket vagy azok részegységeit, tartozékait, az adattároló eszközöket fizikailag védeni kell az eltulajdonítástól, sérüléstől, meghibásodástól, megsemmisüléstől. Ennek lehetséges módszerei az eszközök elzárása, az eszközöket működtető szoftverek védelme, az illetéktelen telepítések kizárása, az eszközöket tároló helyiségekbe belépés korlátozása, rendszeres ellenőrzés és karbantartás, szünetmentes áramforrás, tűzvédelem, biztonsági őrzés, az adatok biztonsági mentése.

## A kommunikációs hálózat védelme
Az elektronikus adatfeldolgozó berendezések hálózatát a hálózat felől érkező betörések, támadások és kémprogramok ellen is védeni kell. Ennek eszközei a hálózati tűzfalak, privát hálózatok, hálózati kliensek azonosítása, hálózati forgalom szűrése és korlátozása, hálózaton terjedő vírusok és kémprogramok elleni védelem.

## A hozzáférések védelme
Amennyiben illetéktelenek férhetnek az eszközökhöz, akkor a rajtuk tárolt adatokat megismerhetik, kinyomtathatják, adathordozóra menthetik vagy elektronikusan továbbíthatják, amivel az adatok tulajdonosának kárt okozhatnak. Ezért az adatokhoz történő hozzáférést szabályozni kell. Ennek lehetséges módjai: különböző jogosultságokkal rendelkező felhasználók, jelszavas védelem, azonosítókártyák használata, hozzáférések naplózása, a hozzáférések előtti engedélyezési folyamat.

## Az adathordozók védelme
Az adathordozókat védeni kell az eltulajdonítástól, illetéktelen másolástól, leolvasástól. Ennek lehetséges eszközei: az adathordozók elzárása, visszazárhatatlan (angolul: tamper proof, 'piszkálásbiztos') csomagolás. Adatíró és mentő perifériák használatának korlátozása, az adathordozón lévő adatok titkosítása. A már nem szükséges adatok vagy adathordozók felügyelt megsemmisítése.

## Az adatközlés, a kommunikáció titkosítása
Az adatok továbbításuk során több állomáson át kerülhetnek el a címzetthez. Az adatvédelem azt is jelenti, hogy a közbülső szereplők egyike sem manipulálhatja az adatokat, nem tekinthet be az adatokba, kizárólag a címzett. Ennek eszközei közé tartozik a jelszavas tömörítés, titkosítás, kriptográfia, digitális aláírás.

## Az adatkezelési folyamat folyamatos monitorozása
A teljes adatkezelési folyamat folyamatos felügyelete kiszűrheti a gyenge láncszemeket, felfedi az esetleges biztonsági réseket. Az intézményi belső adatvédelmi felelős folyamatosan figyelemmel kíséri az adatutakat, javaslatot tehet a párhuzamosságok megszüntetésére, egyes adatkezelések tiltására, folyamatok átszervezésére. Javaslatára egyre újabb védelmi technikákat vezethetnek be, amellyel növelhetik az adatkezelés biztonságosságát.